# Paceco
Paceco est une commune italienne de la province de Trapani, dans la région Sicile.

## Administration
| Période                                  | Période | Identité | Étiquette | Qualité |
| ---------------------------------------- | ------- | -------- | --------- | ------- |
|                                          |         |          |           |         |
| Les données manquantes sont à compléter. |         |          |           |         |

### Hameaux
Dattilo, Nubia.

### Communes limitrophes
Erice, Trapani.